# Mafra (Portogallo)
Mafra ('mafɾɐ) è un comune portoghese di 54 358 abitanti situato nel distretto di Lisbona e posto al centro della regione storica dell'Estremadura.

## Monumenti e luoghi d'interesse

### Palazzo nazionale di Mafra
Mafra è nota soprattutto per il suo convento barocco, detto l'Escorial del Portogallo per l'analogia con il famoso monastero dell'Escorial fatto costruire vicino a Madrid da Filippo II di Spagna.
Il convento-palazzo, fu costruito tra il 1717 e il 1730 su progetto dell'architetto del Regno del Portogallo Johann Friedrich Ludwig (1693-1752), ma diversi furono gli artisti che contribuirono alla sua realizzazione voluta da Giovanni V, re del Portogallo dal 1706 al 1750.
Si tratta di un'immensa costruzione a pianta quadrata con lati di 220 metri, con 900 sale, 4500 fra porte e finestre ed è costituita dal palazzo, dal convento e dalla basilica ai cui fianchi si trovano due torri campanarie alte 68 metri con 114 campane, le più grandi delle quali pesano ciascuna 12 tonnellate, e una cupola rivestita di marmi bianchi e rosa. Nel vestibolo ci sono 14 statue di marmo di Carrara di scultori italiani. Gli appartamenti reali sono dotati di mobili, arredi, arazzi e quadri del XIX secolo, sale di musica, da gioco, della caccia e di una biblioteca lunga 85 metri con una galleria rococò con libri ed incunaboli di grande valore. Il 4 ottobre 1910, prima di imbarcarsi per il Brasile, vi passò la notte precedente alla proclamazione della Repubblica l'ultimo re del Portogallo, dom Manuel II, che era fuggito da Lisbona in rivolta.

## Società

### Evoluzione demografica
| Popolazione di Mafra (1801 – 2004) | Popolazione di Mafra (1801 – 2004) | Popolazione di Mafra (1801 – 2004) | Popolazione di Mafra (1801 – 2004) | Popolazione di Mafra (1801 – 2004) | Popolazione di Mafra (1801 – 2004) | Popolazione di Mafra (1801 – 2004) | Popolazione di Mafra (1801 – 2004) | Popolazione di Mafra (1801 – 2004) |
| ---------------------------------- | ---------------------------------- | ---------------------------------- | ---------------------------------- | ---------------------------------- | ---------------------------------- | ---------------------------------- | ---------------------------------- | ---------------------------------- |
| 1801                               | 1849                               | 1900                               | 1930                               | 1960                               | 1981                               | 1991                               | 2001                               | 2004                               |
| 4.200                              | 10.734                             | 25.021                             | 29.750                             | 35.739                             | 43.899                             | 43.731                             | 54.358                             | 62.009                             |

## Freguesias
Elenco delle freguesias (divisioni amministrative sub-comunali) di Mafra:
- Azueira
- Carvoeira
- Cheleiros
- Encarnação
- Enxara do Bispo
- Ericeira
- Gradil
- Igreja Nova
- Mafra
- Malveira
- Milharado
- Santo Estêvão das Galés
- Santo Isidoro
- São Miguel de Alcainça
- Sobral da Abelheira
- Venda do Pinheiro
- Vila Franca do Rosário

## Influenze culturali
- A Mafra è ambientato il testo di José Saramago Memoriale del convento.